# Kloster Saint-Nicolas (Angers)

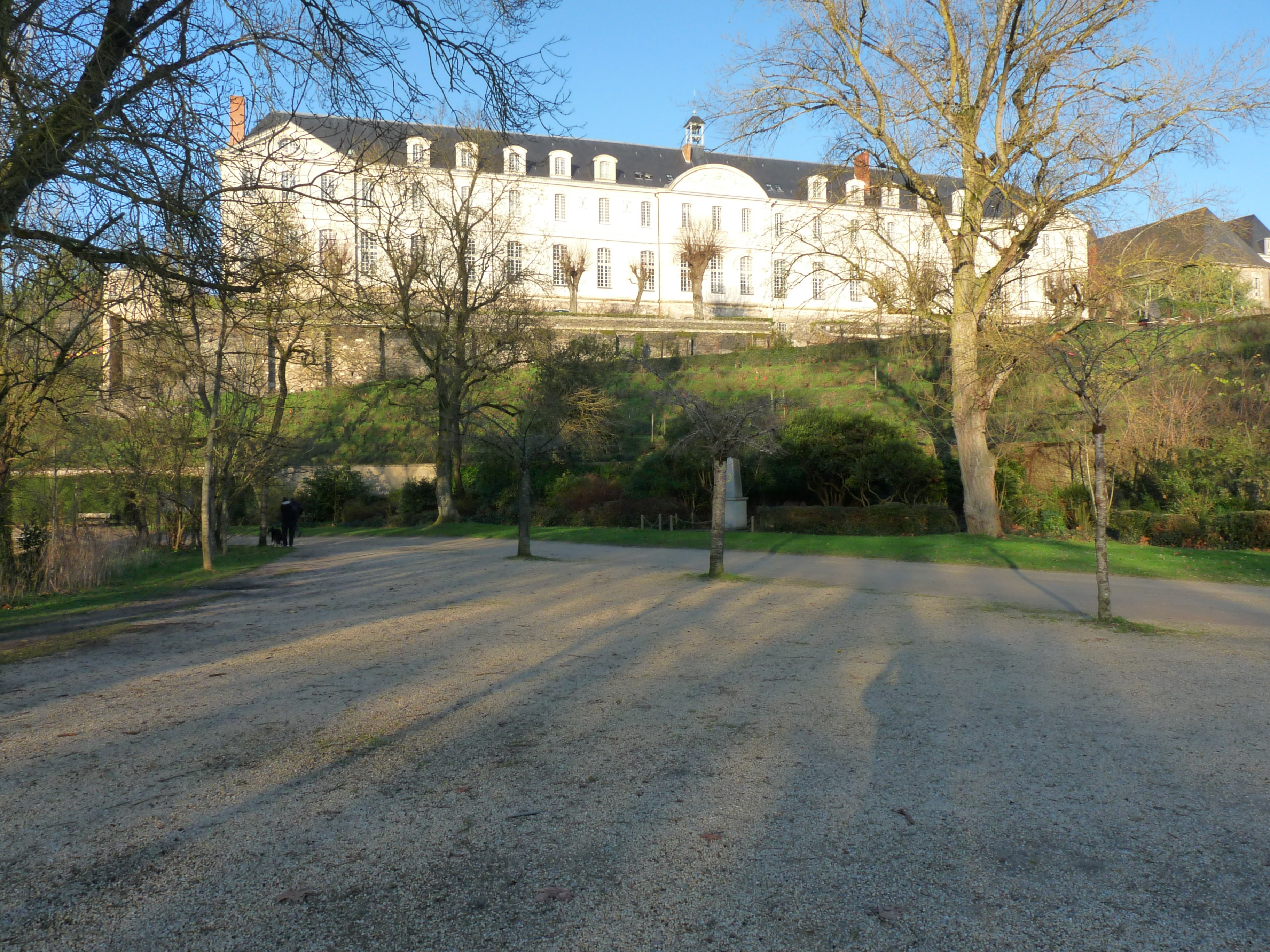
Abtei Saint-Nicolas in Angers

Die Abtei Saint-Nicolas in Angers war im Mittelalter eines der wichtigsten Klöster an der unteren Loire.

## Geschichte
Um 1010 ordnete Fulko Nerra, Graf von Anjou, die Errichtung der Abtei Saint-Nicolas in Angers an; Grund für die Stiftung war ein Schwur während eines Sturms auf seiner Pilgerreise nach Jerusalem. Die Weihe erfolgte durch Papst Urban II. am 10. Februar 1096. Im 12./13. Jahrhundert erfolgte ein Neubau, der Palast des Abtes stammt aus dem 15. Jahrhundert. Zwischen 1720 und 1730 wurden sämtliche Konventsgebäude erneut errichtet. 
Das Kloster wurde während der Revolution aufgelöst und als Nationalgut verkauft, teilweise zerstört, darunter die Klosterkirche. Anschließend dienten die Gebäude nacheinander als Kaserne, Krankenhaus und Irrenhaus, schließlich als Altersheim Saint-Nicolas, das den Palast des Abtes und die nach der Revolution gebauten Gebäude umfasst, und von der Communauté des Soeurs du Bon-Pasteur betreut wird. 
Am 10. September 1454 fand hier die Hochzeit zwischen René I. d’Anjou und Jeanne de Laval statt.